# Danh sách di sản văn hóa Tây Ban Nha được quan tâm ở hạt Berguedà (tỉnh Barcelona)
Danh sách di sản văn hóa Tây Ban Nha được quan tâm ở hạt Berguedà (tỉnh Barcelona).

## Di tích theo thành phố

### B

#### Bagá(Bagà)
| Tên                                  | Dạng                              | Địa điểm | Tọa độ                                        | Số hồ sơ tham khảo? | Ngày nhận danh hiệu? | Hình ảnh                        |
| ------------------------------------ | --------------------------------- | -------- | --------------------------------------------- | ------------------- | -------------------- | ------------------------------- |
| Lâu đài Bagá (Palacio Barones Pinós) | Di tích Kiến trúc quân sự Lâu đài | Bagá     | 42°15′12″B 1°51′40″Đ / 42,253394°B 1,861108°Đ | RI-51-0005193       | 08-11-1988           | Castillo de Bagá · Upload image |
| Khu vực Cung điện Codols             | Di tích                           | Bagá     |                                               | RI-51-0005194       | 08-11-1988           | Upload image                    |

#### Berga
| Tên                | Dạng            | Địa điểm | Tọa độ                                        | Số hồ sơ tham khảo? | Ngày nhận danh hiệu? | Hình ảnh                                        |
| ------------------ | --------------- | -------- | --------------------------------------------- | ------------------- | -------------------- | ----------------------------------------------- |
| Lâu đài Berguedá   | Di tích Lâu đài | Berga    | 42°06′28″B 1°49′38″Đ / 42,107697°B 1,82736°Đ  | RI-51-0005205       | 08-11-1988           | Upload image                                    |
| Tháp Sierra Petita | Di tích Tháp    | Berga    | 42°06′40″B 1°51′20″Đ / 42,111046°B 1,855537°Đ | RI-51-0005206       | 08-11-1988           | Fuerte de la Sierra de la Petita · Upload image |

#### Borredá(Borredà)
| Tên                         | Dạng            | Địa điểm | Tọa độ                                        | Số hồ sơ tham khảo? | Ngày nhận danh hiệu? | Hình ảnh                                         |
| --------------------------- | --------------- | -------- | --------------------------------------------- | ------------------- | -------------------- | ------------------------------------------------ |
| Nhà thờ San Sadurní Rotgers | Di tích Nhà thờ | Borredá  | 42°09′19″B 1°58′21″Đ / 42,155224°B 1,972625°Đ | RI-51-0005081       | 22-03-1974           | Iglesia de San Sadurní de Rotgers · Upload image |

### C

#### Caserras(Casserres)
| Tên                              | Dạng            | Địa điểm | Tọa độ                                        | Số hồ sơ tham khảo? | Ngày nhận danh hiệu? | Hình ảnh                                      |
| -------------------------------- | --------------- | -------- | --------------------------------------------- | ------------------- | -------------------- | --------------------------------------------- |
| Calle Mayor và Quảng trường Cruz | Di tích         | Caserras |                                               | RI-51-0004383       | 17-10-1979           | Calle Mayor y Plaza de la Cruz · Upload image |
| Lâu đài Caserras                 | Di tích Lâu đài | Caserras | 42°00′52″B 1°50′28″Đ / 42,014441°B 1,841027°Đ | RI-51-0005239       | 08-11-1988           | Upload image                                  |

#### Castellar de Nuch(Castellar de n'Hug)
| Tên                                             | Dạng            | Địa điểm          | Tọa độ                                        | Số hồ sơ tham khảo? | Ngày nhận danh hiệu? | Hình ảnh                                         |
| ----------------------------------------------- | --------------- | ----------------- | --------------------------------------------- | ------------------- | -------------------- | ------------------------------------------------ |
| Antigua fábrica Cemento Asland (Castellar Nuch) | Di tích Fábrica | Castellar de Nuch | 42°15′38″B 1°58′42″Đ / 42,260495°B 1,978291°Đ | RI-51-0011355       | 14-06-2005           | Antigua Fábrica de Cemento Asland · Upload image |
| Lâu đài Castellar Nuch                          | Di tích Lâu đài | Castellar de Nuch | 42°17′00″B 2°00′58″Đ / 42,283219°B 2,016154°Đ | RI-51-0005240       | 08-11-1988           | Upload image                                     |

#### Castellar del Riu
| Tên                | Dạng            | Địa điểm          | Tọa độ                                        | Số hồ sơ tham khảo? | Ngày nhận danh hiệu? | Hình ảnh     |
| ------------------ | --------------- | ----------------- | --------------------------------------------- | ------------------- | -------------------- | ------------ |
| Lâu đài Espinalbet | Di tích Lâu đài | Castellar del Riu | 42°07′07″B 1°48′30″Đ / 42,118581°B 1,808421°Đ | RI-51-0005241       | 08-11-1988           | Upload image |

### E

#### Espunyola(l'Espunyola)
| Tên               | Dạng            | Địa điểm  | Tọa độ                                        | Số hồ sơ tham khảo? | Ngày nhận danh hiệu? | Hình ảnh     |
| ----------------- | --------------- | --------- | --------------------------------------------- | ------------------- | -------------------- | ------------ |
| Lâu đài Espunyola | Di tích Lâu đài | Espunyola | 42°02′48″B 1°46′58″Đ / 42,046787°B 1,782812°Đ | RI-51-0005473       | 08-11-1988           | Upload image |

### F

#### Fígols
| Tên             | Dạng            | Địa điểm       | Tọa độ                                       | Số hồ sơ tham khảo? | Ngày nhận danh hiệu? | Hình ảnh                           |
| --------------- | --------------- | -------------- | -------------------------------------------- | ------------------- | -------------------- | ---------------------------------- |
| Lâu đài Peguera | Di tích Lâu đài | Fígols Peguera | 42°09′38″B 1°46′19″Đ / 42,16069°B 1,771965°Đ | RI-51-0005474       | 08-11-1988           | Castillo de Peguera · Upload image |

### G

#### Gironella
| Tên               | Dạng            | Địa điểm  | Tọa độ                                        | Số hồ sơ tham khảo? | Ngày nhận danh hiệu? | Hình ảnh     |
| ----------------- | --------------- | --------- | --------------------------------------------- | ------------------- | -------------------- | ------------ |
| Lâu đài Gironella | Di tích Lâu đài | Gironella | 42°02′01″B 1°52′58″Đ / 42,033577°B 1,882751°Đ | RI-51-0005488       | 08-11-1988           | Upload image |

#### Gisclareny
| Tên               | Dạng            | Địa điểm   | Tọa độ                                        | Số hồ sơ tham khảo? | Ngày nhận danh hiệu? | Hình ảnh     |
| ----------------- | --------------- | ---------- | --------------------------------------------- | ------------------- | -------------------- | ------------ |
| Lâu đài Murturols | Di tích Lâu đài | Gisclareny | 42°15′59″B 1°47′03″Đ / 42,266298°B 1,784189°Đ | RI-51-0005489       | 08-11-1988           | Upload image |

#### Guardiola de Berga(Guardiola de Berguedà)
| Tên               | Dạng            | Địa điểm           | Tọa độ                                        | Số hồ sơ tham khảo? | Ngày nhận danh hiệu? | Hình ảnh     |
| ----------------- | --------------- | ------------------ | --------------------------------------------- | ------------------- | -------------------- | ------------ |
| Lâu đài Broca     | Di tích Lâu đài | Guardiola de Berga | 42°15′21″B 1°54′08″Đ / 42,255927°B 1,902216°Đ | RI-51-0005498       | 08-11-1988           | Upload image |
| Lâu đài Guardiola | Di tích Lâu đài | Guardiola de Berga | 42°12′56″B 1°52′07″Đ / 42,215508°B 1,868625°Đ | RI-51-0005497       | 08-11-1988           | Upload image |
| Tháp Foix         | Di tích Tháp    | Guardiola de Berga | 42°12′34″B 1°51′32″Đ / 42,209516°B 1,858759°Đ | RI-51-0005499       | 08-11-1988           | Upload image |

### L

#### La Pobla de Lillet
| Tên                                        | Dạng                                                                  | Địa điểm                                                                | Tọa độ                                        | Số hồ sơ tham khảo? | Ngày nhận danh hiệu? | Hình ảnh                                                 |
| ------------------------------------------ | --------------------------------------------------------------------- | ----------------------------------------------------------------------- | --------------------------------------------- | ------------------- | -------------------- | -------------------------------------------------------- |
| Lâu đài Pobla Lillet và recinto amurallado | Di tích Kiến trúc phòng thủ Thời gian: Thế kỷ 13                      | La Pobla de Lillet                                                      | 42°14′39″B 1°58′29″Đ / 42,244253°B 1,97476°Đ  | RI-51-0005595       | 08-11-1988           | Castillo y murallas de la Pobla de Lillet · Upload image |
| Lâu đài Lillet                             | Di tích Kiến trúc phòng thủ                                           | La Pobla de Lillet En la colina del Castillo, al este del núcleo urbano | 42°14′18″B 1°59′23″Đ / 42,238258°B 1,989768°Đ | RI-51-0005594       | 08-11-1988           | Castillo de Lillet · Upload image                        |
| Tu viện Santa María Lillet                 | Di tích Kiến trúc tôn giáo Kiểu: Kiến trúc Roman Thời gian: Thế kỷ 12 | La Pobla de Lillet                                                      | 42°14′34″B 1°59′36″Đ / 42,242791°B 1,993314°Đ | RI-51-0010467       | 28-09-1999           | Monasterio de Santa María de Lillet · Upload image       |

#### La Quart(La Quar)
| Tên              | Dạng            | Địa điểm | Tọa độ                                        | Số hồ sơ tham khảo? | Ngày nhận danh hiệu? | Hình ảnh     |
| ---------------- | --------------- | -------- | --------------------------------------------- | ------------------- | -------------------- | ------------ |
| Lâu đài Portella | Di tích Lâu đài | La Quart | 42°06′14″B 1°57′01″Đ / 42,103942°B 1,950415°Đ | RI-51-0005612       | 08-11-1988           | Upload image |
| Raurell          | Di tích         | La Quart | 42°04′01″B 1°57′55″Đ / 42,066967°B 1,965249°Đ | RI-51-0005613       | 08-11-1988           | Upload image |

### M

#### Montclar (Barcelona)
| Tên              | Dạng            | Địa điểm | Tọa độ                                        | Số hồ sơ tham khảo? | Ngày nhận danh hiệu? | Hình ảnh     |
| ---------------- | --------------- | -------- | --------------------------------------------- | ------------------- | -------------------- | ------------ |
| Lâu đài Montclar | Di tích Lâu đài | Montclar | 42°01′04″B 1°45′55″Đ / 42,017729°B 1,765219°Đ | RI-51-0005548       | 08-11-1988           | Upload image |

#### Montmajor
| Tên               | Dạng            | Địa điểm  | Tọa độ                                        | Số hồ sơ tham khảo? | Ngày nhận danh hiệu? | Hình ảnh     |
| ----------------- | --------------- | --------- | --------------------------------------------- | ------------------- | -------------------- | ------------ |
| Lâu đài Montmajor | Di tích Lâu đài | Montmajor | 42°00′45″B 1°43′44″Đ / 42,012458°B 1,728938°Đ | RI-51-0005551       | 08-11-1988           | Upload image |

### P

#### Puigreig(Puig-reig)
| Tên              | Dạng            | Địa điểm | Tọa độ                                        | Số hồ sơ tham khảo? | Ngày nhận danh hiệu? | Hình ảnh                            |
| ---------------- | --------------- | -------- | --------------------------------------------- | ------------------- | -------------------- | ----------------------------------- |
| Lâu đài Puigreig | Di tích Lâu đài | Puigreig | 41°58′16″B 1°52′55″Đ / 41,971248°B 1,882033°Đ | RI-51-0005605       | 08-11-1988           | Castillo de Puigreig · Upload image |
| Lâu đài Merola   | Di tích Tháp    | Puigreig | 41°55′53″B 1°52′17″Đ / 41,931323°B 1,871399°Đ | RI-51-0005606       | 08-11-1988           | Torre de Merola · Upload image      |

### S

#### Saldes
| Tên            | Dạng                                | Địa điểm | Tọa độ                                        | Số hồ sơ tham khảo? | Ngày nhận danh hiệu? | Hình ảnh                          |
| -------------- | ----------------------------------- | -------- | --------------------------------------------- | ------------------- | -------------------- | --------------------------------- |
| Lâu đài Saldes | Di tích Kiến trúc phòng thủ Lâu đài | Saldes   | 42°14′00″B 1°44′21″Đ / 42,233442°B 1,739156°Đ | RI-51-0005625       | 08-11-1988           | Castillo de Saldes · Upload image |

#### San Jaime de Frontanya(Sant Jaume de Frontanyà)
| Tên                         | Dạng            | Địa điểm               | Tọa độ                                       | Số hồ sơ tham khảo? | Ngày nhận danh hiệu? | Hình ảnh                                      |
| --------------------------- | --------------- | ---------------------- | -------------------------------------------- | ------------------- | -------------------- | --------------------------------------------- |
| Tu viện San Jaime Frontañán | Di tích Nhà thờ | San Jaime de Frontanya | 42°11′14″B 2°01′28″Đ / 42,187256°B 2,02434°Đ | RI-51-0000444       | 03-06-1931           | Iglesia de San Jaime Frontañán · Upload image |

#### Santa María de Marlés(Santa Maria de Merlès)
| Tên                                               | Dạng            | Địa điểm              | Tọa độ                                        | Số hồ sơ tham khảo? | Ngày nhận danh hiệu? | Hình ảnh     |
| ------------------------------------------------- | --------------- | --------------------- | --------------------------------------------- | ------------------- | -------------------- | ------------ |
| Lâu đài Marlés                                    | Di tích Lâu đài | Santa María de Marlés | 41°59′55″B 1°59′02″Đ / 41,998638°B 1,983891°Đ | RI-51-0005700       | 08-11-1988           | Upload image |
| Lâu đài Serra Degollats (Edificación Fortificada) | Di tích Lâu đài | Santa María de Marlés | 41°59′22″B 1°59′20″Đ / 41,989527°B 1,98888°Đ  | RI-51-0005702       | 08-11-1988           | Upload image |
| Tháp Pinos                                        | Di tích Tháp    | Santa María de Marlés | 41°59′17″B 1°55′44″Đ / 41,988098°B 1,92898°Đ  | RI-51-0005701       | 08-11-1988           | Upload image |

#### Serchs(Cercs)
| Tên                        | Dạng            | Địa điểm | Tọa độ                                        | Số hồ sơ tham khảo? | Ngày nhận danh hiệu? | Hình ảnh                                        |
| -------------------------- | --------------- | -------- | --------------------------------------------- | ------------------- | -------------------- | ----------------------------------------------- |
| Lâu đài Blancafort         | Di tích Lâu đài | Serchs   | 42°07′45″B 1°50′15″Đ / 42,129268°B 1,837522°Đ | RI-51-0005459       | 08-11-1988           | Upload image                                    |
| Nhà thờ San Quirico Pedret | Di tích Nhà thờ | Serchs   | 42°06′27″B 1°53′01″Đ / 42,10748°B 1,883655°Đ  | RI-51-0000435       | 03-06-1931           | Iglesia de San Quirico de Pedret · Upload image |

### V

#### Vallcebre
| Tên              | Dạng            | Địa điểm  | Tọa độ                                        | Số hồ sơ tham khảo? | Ngày nhận danh hiệu? | Hình ảnh     |
| ---------------- | --------------- | --------- | --------------------------------------------- | ------------------- | -------------------- | ------------ |
| Lâu đài Grallera | Di tích Lâu đài | Vallcebre | 42°12′12″B 1°49′03″Đ / 42,203248°B 1,817518°Đ | RI-51-0005753       | 08-11-1988           | Upload image |

#### Vilada
| Tên           | Dạng            | Địa điểm | Tọa độ                                        | Số hồ sơ tham khảo? | Ngày nhận danh hiệu? | Hình ảnh     |
| ------------- | --------------- | -------- | --------------------------------------------- | ------------------- | -------------------- | ------------ |
| Lâu đài Roset | Di tích Lâu đài | Vilada   | 42°08′54″B 1°54′51″Đ / 42,148396°B 1,914233°Đ | RI-51-0005765       | 08-11-1988           | Upload image |

#### Viver i Serrateix(Viver i Serrateix)
| Tên                           | Dạng                               | Địa điểm          | Tọa độ                                        | Số hồ sơ tham khảo? | Ngày nhận danh hiệu? | Hình ảnh                                              |
| ----------------------------- | ---------------------------------- | ----------------- | --------------------------------------------- | ------------------- | -------------------- | ----------------------------------------------------- |
| Lâu đài Viver                 | Di tích Kiến trúc quân sự Lâu đài  | Viver y Serrateix | 41°56′37″B 1°48′51″Đ / 41,94364°B 1,814202°Đ  | RI-51-0005779       | 08-11-1988           | Castillo del Viver · Upload image                     |
| Tu viện Santa María Serrateix | Di tích Kiến trúc tôn giáo Tu viện | Viver y Serrateix | 41°56′47″B 1°46′36″Đ / 41,946275°B 1,776694°Đ | RI-51-0010218       | 01-06-1999           | Monasterio de Santa María de Serrateix · Upload image |